# 海上における人命の安全のための国際条約
海上における人命の安全のための国際条約（かいじょうにおけるじんめいのあんぜんのためのこくさいじょうやく、英語: International Convention for the Safety of Life at Sea）は、船舶の安全性確保のための規則を定める多国間条約の名称である。英語名からSOLAS条約とも呼ばれる。

## 沿革
1912年のタイタニック号沈没事故を契機として、船舶の安全確保のため救命艇や無線装置の装備等の規則を定める条約が1914年に締結された。これが初のSOLAS条約であるが、第一次世界大戦の影響で発効には至らなかった。
1914年条約に新たな安全規制を追加するなどの修正を加えた条約が1929年に締結され、1933年に発効した。その後も1948年および1960年に改正条約が結ばれた。
現在最新のSOLAS条約は技術革新に対応するための迅速な改正を可能とするなどの修正を加えた1974年条約であり、日本は1980年5月15日に加入した。
その後30回以上にわたり改正を経ているが、最近では2001年のアメリカ同時多発テロ事件を契機に2002年に改正が行われ（改正SOLAS条約）、テロ対策として港湾関連施設についても侵入防止等の保安対策を強化することが義務付けられた。また、改正SOLAS条約に基づき、外航船と国際港湾が順守すべき国際規則＝ISPSコードが2004年7月1日付けで発効。外航コンテナ定期船業界でも、ISPSコードに適応し、船舶・貨物の輸送途上での安全と保安確保を目指した動きが活発化したが、運送業者の費用負担が増加し、荷主に対してISPSチャージなどのコスト転嫁も行われている。また、この改正により自動船舶識別装置の搭載が義務化されている。
改正SOLAS条約の指定区域への侵入については、普通の不法侵入以上に厳しい罰則規定が設けられており、管理者が処罰されることもある。

## 日本のSOLAS指定港湾
- 2015年現在、日本では111か所の港湾が指定されており、都道府県別で見ると北海道が最も多い（石狩、小樽、留萌、函館、室蘭、苫小牧東、苫小牧西、釧路、根室、十勝、紋別、網走、稚内）。日本においては、国際船舶・港湾保安法および同法施行規則に基づき、指定港湾での制限区域設定などの保安措置が行われている。

## 1974年のSOLAS条約
この節では最新のSOLAS条約について述べる。

### 構成
- 条約本文
  - 締約国の義務・適用範囲（1条・2条）
  - 不可抗力の及んでいる場合および非常事態における人の避難に関する適用除外（4条・5条）
  - 1960年条約の廃止（6条）
  - 改正手続（8条） - 附属書（第1章を除く）の改正については、採択後一定期間内に一定以上の締約国から異議の通知がなされない限り自動的に発効する方式を採用。
  - 発効要件　など
- 附属書
  - 第1章　一般規定
  - 第2-1章　構造（区画及び復原性並びに機関及び電気設備）
  - 第2-2章　構造（防火並びに火災探知及び消火）
  - 第3章　救命設備
  - 第4章　無線通信
  - 第5章　航行の安全
  - 第6章　貨物の運送
  - 第7章　危険物の運送
  - 第8章　原子力船
  - 第9章　船舶の安全運航の管理
  - 第10章　高速船の安全措置
  - 第11-1章　海上の安全性を高めるための特別措置
  - 第11章　海上の保安を高めるための特別措置
  - 第12章　ばら積み貨物船の追加的な安全措置